# Orlovo jezero
Orlovo jezero je umjetno jezero u Bosni i Hercegovini.
Nalazi se na planini Ozren, u sjevernoj Bosni. Administrativno pripada općini Petrovo. Nalazi se na oko 300 metara nadmorske visine. Vodom se napaja iz okolnih izvora koji su bogati magnezijem.